# ساحل مليبار

خريطة ساحل مليبار

ساحل مليبار اسم يطلق على الشاطئ الجنوبي الغربي من أراضي شبه القارة الهندية، وهو خط ساحلي طويل يبلغ طولة حوالي 850 كيلومتر، يقع الساحل ضمن المنطقة الاستوائية، يمر الساحل في عدة ولايات في الهند من بينها كارناتاكا وولاية كيرلا، الساحل محاذي لشرق بحر العرب وجبال غاتس الغربية غرباً، كان الساحل مركز تجاري هام في التجارة مع بلاد ما بين النهرين ومصر واليونان وروما وشبة الجزيرة العربية.

## معرض الصور

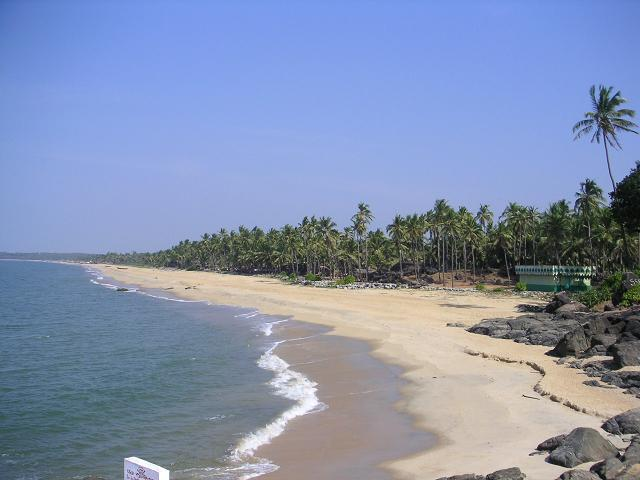
صورة للساحل في ولاية كيرلا
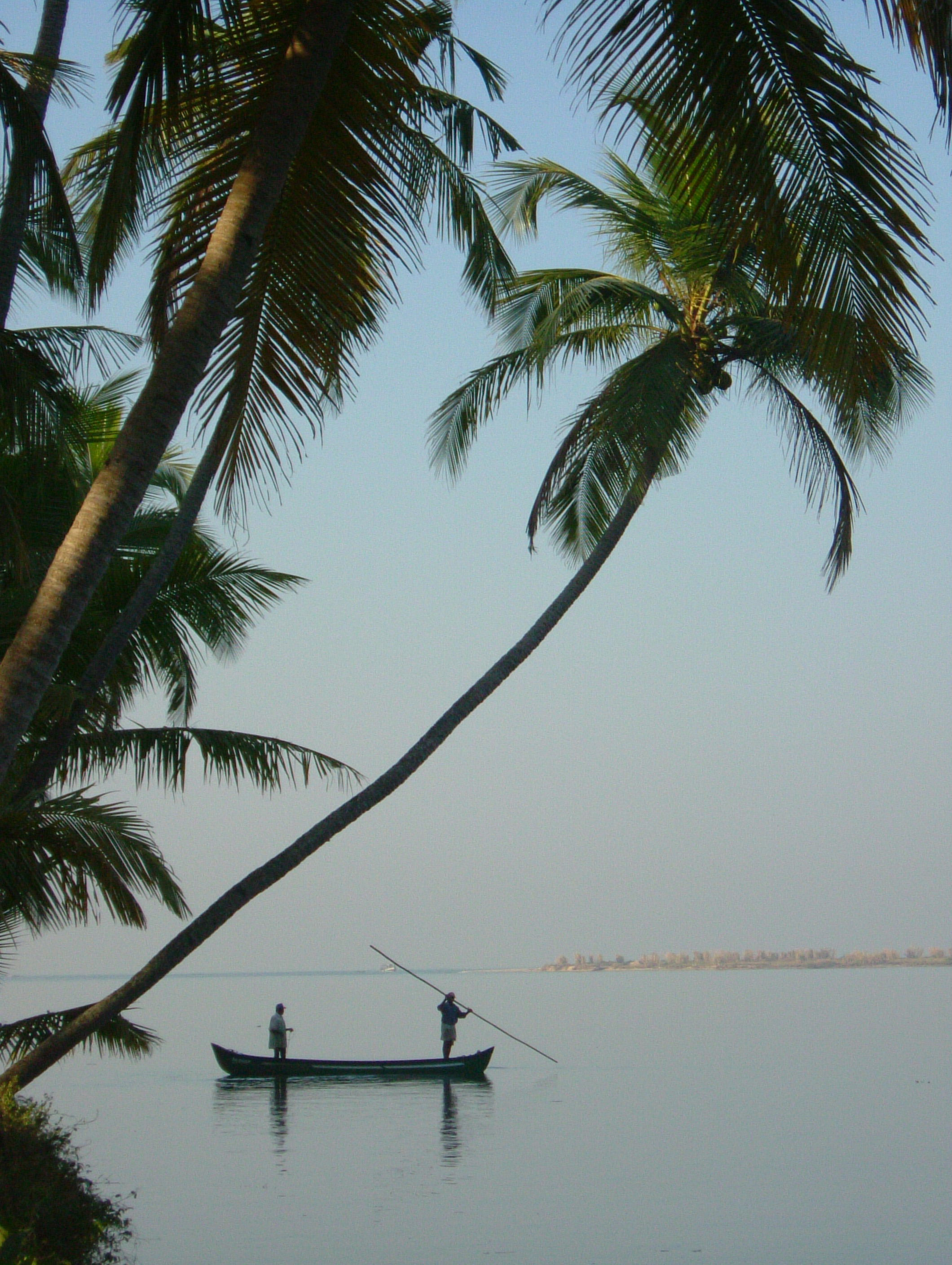
منظر من الساحل